# Shishapangma
Shishapangma (službeno Xixiabangma) je planina u Kini, s 8013 m nadmorske visine četrnaesta najviša planina na zemlji i najniža od svih planina viših od 8000 m. Radi svoje lokacije u Tibetu i Kini gdje su bile na snazi restrikcije za strane posjetitelje, Shishapangma je bio posljednji osvojeni vrhunac viši od 8000 metara.
Tibetanski naziv shi sha sbang ma znači "vrh iznad travnatih ravnica". Kineski naziv Xīxiàbāngmǎ Fēng 希夏幫馬峰 fonetska je adaptacija tibetanskog imena. Na Sanskrtu planina se naziva Gosainthan, što znači "mjesto sveca" ili "prebivalište boga". Još jedno tumačenje, temeljeno na sricanju 
Shisha-Pangma, je da ime doslovno znači "Šerpa žena."

## Zemljopis
Shishapangma je locirana u srednje-južnom Tibetu, nekoliko kilometara od granice s Nepalom, kao jedina planina viša od 8000 metara u potpunosti na kineskom teritoriju. Najviša je planina lanca Jugal Himal, koji se često smatra dijelom dodirnog lanca Langtang Himal. Kombinirani Jugal/Langtang Himal prati kinesko-nepalsku granicu. Locirana na suhoj sjevernoj strani Himalaje, udaljena od nepalskih nizina, Shishapangma ima manje vertikalan reljef u odnosu na ostale najveće himalajske vrhunce.

## Osvajanje

### Prvi uspon
Shishapangma je preko sjeverozapadne strane i sjeveroistočnog grebena 2. svibnja, 1964. prvi puta osvojila (Sjeverna ruta)  kineska ekspedicija koju je predvodio Xǔ Jìng 许竞.
Na vrh tada su se popeli i Zhāng Jùnyán 张俊岩, Wáng Fùzhōu 王富洲, Wū Zōngyuè 邬宗岳, Chén Sān 陈三, Soinam Dorjê 索南多吉, Chéng Tiānliàng 程天亮, Migmar Zhaxi 米马扎西, Dorjê 多吉 i Yún Dēng 云登.

### Istaknuti pokušaji i usponi
- 1980. sjeverna ruta 2. uspon, Michl Dacher, Wolfgang Schaffert, Gunter Sturm i Fritz Zintl (7. svibnja); Sigi Hupfauer i Manfred Sturm (12. svibnja); kao sastavni dio njemačke ekspedicije.[3]
- 1980. sjeverna ruta, 3. uspon, Ewald Putz i Egon Obojes (13. listopada), kao dio austrijske ekspedicije.[4]
- 1981. sjeverna ruta, 4. uspon, Junko Tabei, Rinzing Phinzo i Gyalbu Jiabu (30. travnja) kao dio japanske ženske ekspedicije.[4]
- 1981. sjeverna ruta, 5. uspon, Reinhold Messner i Friedl Mutschlechner (28. svibnja), kao dio austrijske ekspedicije.[4]
- 1982. Prvi uspon preko britanske rute i jugozapadne strane u alpskom stilu, britanci Doug Scott, Alex Macintyre i Roger Baxter-Jones (28. svibnja). Ruta prati desni prolaz na jugozapadnoj strani.[3]
- 1987. 18. srpnja, Elsa Ávila i Carlos Carsolio kao prvi meksikanci na Shishapangmi. Za Ávilu prvi uspon na vrhunac iznad 8000 metara, za Carsolia drugi, preko sjevernog grebena do središnjeg vrha, potom duž arětea na glavni vrh zajedno s Wandom Rutkiewicz, Ramirom Navarreteom i Ryszardom Wareckim.[4]
- 1987. Prvi uspon preko sjevernog grebena, Poljak Jerzy Kukuczka i Artur Hajzer (18. rujna). Kukuczki je to bila četrnaesta osvojena planina viša od 8000 metara, te se spustio na skijama skoro s vrha planine.[4]
- 1987. Prvi uspon preko centralnog prolaza i sjeverne strane, Alan Hinkes i Steve Untch (19. rujna).[4]
- 2004. Francuz Jean-Christophe Lafaille izazvao je kontoverze kad se 11. prosinca sam popeo na vrh preko britanske rute na jugozapadnoj strani, proglasivši "zimski uspon". Kako to nije bilo za vrijeme kalendarske zime, kasnije je svoj uspjeh nazvao "usponom u zimskim uvjetima".[5]
- 2005. Prvi kalendarski zimski uspon, Poljak Piotr Morawski i Talijan Simone Moro (14. siječnja).

Oko dvadesetak ljudi je poginulo na Shishapangmi, uključujući istaknute amerikance Alexa Lowea i Davea Bridgesa (1999.); te portugalskog veterana Bruna Carvalha. Unatoč tome, Shishapangma je jedan od najlakših planina viših od 8000 metara za uspon. Standardni put uspona vodi sa sjeverne strane, i kakakterizira ga relativno jednostavan prilaz, s vozilima koja mogu prići do baznog logora na 5000 m. Tehnički su zahtjevnije rute strmija jugozapadna strana, koja uključuje 2200 m uspona po 50-postotnoj padini, idealnoj za teži uspon u alpskom stilu.

## Galerija
- Pogled s Cho Oyu na Shishapangmu (pozadina lijevo) i Labuche Kang (sredina).
- Pogled iz Tibeta.
- Pogled s planinskog prolaza Lalung La u Tibetu.

## Vanjske poveznice
- summitpost.org
- peakware.com  Arhivirana inačica izvorne stranice od 2. siječnja 2010. (Wayback Machine)
- Shishapangma expedition report with photos  Arhivirana inačica izvorne stranice od 15. svibnja 2011. (Wayback Machine)